# Seznam zemí, ve kterých je portugalština úřední jazyk

Mapka zemí a regionů, ve kterých je portugalština úředním jazykem

Portugalština je úředním jazykem v celkem devíti zemích světa. Tyto země jsou:
1. Angola
2. Brazílie
3. Guinea-Bissau
4. Kapverdy
5. Mosambik
6. Portugalsko
7. Rovníková Guinea[1]
8. Svatý Tomáš a Princův ostrov
9. Východní Timor

## Regiony
Portugalština je též úředním jazykem v Macau, zvláštní správní oblasti ČLR. V autonomní oblasti Galicie, kde galicijsko-portugalština pochází, je oficiální galicijský jazyk, který mnoho lingvistů považuje za stejný jazyk, dialektovou variantu portugalštiny.